# 2015 في المملكة المتحدة
فيما يلي قوائم الأحداث التي وقعت خلال عام 2015 في المملكة المتحدة.

## أحداث
- 31 يوليو – تحطم طائرة مطار بلاكبوش
- 22 أغسطس – تحطم طائرة العرض الجوي بشورهام 2015

## سياسة

### تعيين في المنصب
- 1 مايو – مايكل بيتس Minister of state (United Kingdom) [الإنجليزية]‏.
- 12 سبتمبر – جيرمي كوربين زعيم معارضة (بريطانيا)، زعيم حزب العمال.
- 14 سبتمبر – أوين سميث وزير دولة - ظل - للعمل والمعاشات [الإنجليزية]‏.

### انتهاء فترة المنصب
- 1 يناير – مايكل بيتس Parliamentary under-secretary of state [الإنجليزية]‏.
- 8 مايو – إد ميلباند زعيم حزب العمال، زعيم معارضة.
- 8 مايو – نك كلغ نائب رئيس وزراء المملكة المتحدة [الإنجليزية]‏.
- 8 مايو – ويليام هيغ سكرتير الدولة الأول، زعيم مجلس العموم [الإنجليزية]‏.
- 11 مايو – صادق خان Shadow Lord Chancellor [الإنجليزية]‏، وزير ظل الدولة للعدل [الإنجليزية]‏.
- 11 مايو – فينس كيبل وزير الدولة للأعمال والتجارة [الإنجليزية]‏.
- 12 مايو – أندرو موريسون Minister of State, Northern Ireland [الإنجليزية]‏.

## رياضة
- 1 يناير – بطولة ويمبلدون 2015
- 2 أغسطس – رايد لندن 2015 الفائزون بيتر وليامز (دراج)، مايك تيونسين، جيمبي دراكر، إريك روسيل، بن سويفت.
- 30 أغسطس – جائزة بريطانيا الكبرى للدراجات النارية 2015

## أفلام
من الأفلام التي صدرت هذه السنة في المملكة المتحدة:
- 1 يناير – 45 عاما من إخراج أندرو هاي.
- 1 يناير – أقتل أصدقائك من إخراج أوين هاريس (مخرج)، أوين هاريس.
- 1 يناير – أماكن مظلمة من إخراج جيل باكيه برينر.
- 1 يناير – أي شيء على الإطلاق من إخراج تيري جونز.
- 1 يناير – ارتجاج في المخ من إخراج بيتر لاندسمان [الإنجليزية]‏.
- 1 يناير – الأخوات السريعات من إخراج Amber Fares [الإنجليزية]‏.
- 1 يناير – الابن السابع من إخراج سيرجي بودروف.
- 1 يناير – الحياة من إخراج أنطون كربيجن.
- 1 يناير – الساحرة من إخراج روبرت إغرز.
- 1 يناير – السيد تيرنر من إخراج مايك لي.
- 1 يناير – الضوء بين المحيطات من إخراج ديريك كيانفرانس.
- 1 يناير – الطفل 44 من إخراج دانيال إسبينوزا.
- 1 يناير – العميل 47 من إخراج Aleksander Bach [الإنجليزية]‏.
- 1 يناير – الفتاة الدانماركية من إخراج توم هوبر.
- 1 يناير – المجرم من إخراج ارييل فرومين.
- 1 يناير – بروكلين من إخراج جون كرولي (مخرج أفلام).
- 1 يناير – بعيدا عن صخب الناس من إخراج توماس فنتربيرغ.
- 1 يناير – بيل من إخراج Richard Bracewell [الإنجليزية]‏.
- 1 يناير – جراد البحر من إخراج يورجوس لانثيموس.
- 1 يناير – حكاية الحكايات من إخراج ماتيو غاروني.
- 1 يناير – ذا دي تراين من إخراج جاراد بول.
- 1 يناير – سافرجت من إخراج Sarah Gavron [الإنجليزية]‏.
- 1 يناير – طفولة القائد من إخراج برادي كوربيت.
- 1 يناير – فندق بست إكزوتك ماريجولد الثاني من إخراج جون مادن.
- 1 يناير – كارول من إخراج تود هينز.
- 1 يناير – متتالية فرنسية من إخراج Saul Dibb [الإنجليزية]‏، Michael Kuhn [الإنجليزية]‏.
- 1 يناير – مستر هولمز من إخراج بيل كوندون.
- 1 يناير – مع حبي من إخراج Christian Ditter [الإنجليزية]‏.
- 1 يناير – مكبث من إخراج جوستن كورزيل.
- 1 يناير – نحن أصدقاؤك من إخراج Max Joseph [الإنجليزية]‏.
- 1 يناير – نظرية كل شيء من إخراج جيمس مارش.
- 1 يناير – وجه ملاك من إخراج مايكل وينتربوتوم.
- 24 يناير – الغرب البطئ من إخراج John Maclean (film director) [الإنجليزية]‏.
- 5 مارس – سيف الثأر
- 12 مارس – سندريلا من إخراج كينيث براناه.
- 13 مارس – إكس + واي من إخراج Morgan Matthews (filmmaker) [الإنجليزية]‏.
- 21 مايو – سرفايفر من إخراج James McTeigue [الإنجليزية]‏.
- 11 يونيو – إيمي من إخراج أسيف كاباديا.
- 2 أغسطس – الرجل من يو.إن.سي.إل.إي. من إخراج غاي ريتشي.
- 29 أغسطس – لعبة التزييف من إخراج مورتين تيلدوم.
- 4 سبتمبر – ذيب من إخراج ناجي أبو نوار.
- 5 سبتمبر – اللعبة الكبيرة من إخراج Jalmari Helander [الإنجليزية]‏.
- 11 سبتمبر – عين في السماء من إخراج جافن هود.
- 17 سبتمبر – ايفرست من إخراج بالتاسار كورماكور.
- 1 أكتوبر – المريخي من إخراج ريدلي سكوت.
- 8 أكتوبر – بان من إخراج جو رايت.
- 10 أكتوبر – المواطن الرابع من إخراج لورا بويتراس.
- 15 أكتوبر – غضب من إخراج ديفيد آير.
- 16 أكتوبر – غرفة من إخراج ليني أبراهامسون.
- 26 أكتوبر – طيف من إخراج سام ميندز.
- 9 نوفمبر – رونالدو من إخراج Anthony Wonke [الإنجليزية]‏.
- 23 نوفمبر – بادنغتون من إخراج باول كينغ (كاتب بريطاني).
- 13 ديسمبر – 1001 اختراع وعالم ابن الهيثم من إخراج Ahmed Salim [الإنجليزية]‏.
- 16 ديسمبر – إكس ماكينا من إخراج أليكس غارلاند.
- 25 ديسمبر – سيلما من إخراج إيفا ديفورني.
- 25 ديسمبر – في الغابة من إخراج روب مارشال.

## برامج ومسلسلات وأنمي
- أنت والمليون
- داونتون آبي
- جاسوس لندن
- بيني دريدفول

## موسيقى

### أغاني
من الأغاني التي صدرت هذه السنة في المملكة المتحدة:
- 1 يناير – فور فايف سكندز من غناء بول مكارتني.
- 16 أكتوبر – وسط من غناء Bipolar Sunshine [الإنجليزية]‏.

## كتب
من الكتب التي صدرت هذه السنة في المملكة المتحدة:
- 10 سبتمبر – حياتي في العلم من تأليف ريتشارد دوكينز.

## مواليد

### مايو
- 2 مايو – شارلوت أميرة كامبريدج

## وفيات

### يناير
- 2 يناير – ديريك مينتر (مواليد 1932) متسابق دراجات نارية من المملكة المتحدة.
- 6 يناير – روبرت أكلاند (مواليد 1941)
- 8 يناير – ريتشارد ميد (مواليد 1938)
- 21 يناير – كيث راينر (مواليد 1943) نفساني من الولايات المتحدة الأمريكية.

### فبراير
- 12 فبراير – أوليفر راكهام (مواليد 1939) عالم نبات بريطاني.
- 14 فبراير – الان هوارد (مواليد 1937) ممثل بريطاني.
- 23 فبراير – ديف وليامز (مواليد 1942) لاعب كرة قدم ويلزي.
- 28 فبراير – كليفورد إدموند بوزورث (مواليد 1928) مؤرخ من المملكة المتحدة.

### مارس
- 2 مارس – دايف مكاي (مواليد 1934) لاعب كرة قدم اسكتلندي.
- 12 مارس – تيري براتشيت (مواليد 1948) مؤلف إنجليزي.

### أبريل
- 21 أبريل – ديف ووكر (مواليد 1941) لاعب كرة قدم إنجليزي.

### مايو
- 1 مايو – جيف دوك (مواليد 1923)
- 2 مايو – روث رندل (مواليد 1930) كاتبة بريطانية.

### يونيو
- 1 يونيو – تشارلز كينيدي (مواليد 1959) سياسي بريطاني.
- 1 يونيو – ديف سميث (مواليد 1936) لاعب كرة قدم من المملكة المتحدة.
- 1 يونيو – هوارد جونسون (مواليد 1925) لاعب كرة قدم إنجليزي.
- 5 يونيو – ريتشارد جونسون (مواليد 1927) ممثل إنجليزي.
- 7 يونيو – كرستوفر لي (مواليد 1922)
- 11 يونيو – رون مودي (مواليد 1924) ممثل بريطاني.
- 11 يونيو – ماري مولفيل (مواليد 1960) عالمة إيرلندية، مقدمة برامج تلفزيونية وإذاعية، مؤلفة وتربوية.
- 25 يونيو – باتريك ماكني (مواليد 1922)

### يوليو
- 1 يوليو – نيكولاس وينتون (مواليد 1909)
- 3 يوليو – ديانا دوغلاس (مواليد 1923)
- 10 يوليو – جيمس موراي (مواليد 1933) لاعب كرة قدم اسكتلندي.

### أغسطس
- 2 أغسطس – سيلا بلاك (مواليد 1943)
- 12 أغسطس – ستيفن لويس (مواليد 1936)
- 24 أغسطس – جاستن ويلسون (مواليد 1978) سائق فورمولا 1 من المملكة المتحدة.
- 30 أغسطس – أوليفر ساكس (مواليد 1933)

### سبتمبر
- 12 سبتمبر – رون سبرنغيت (مواليد 1935) لاعب كرة قدم إنجليزي.
- 12 سبتمبر – مالكولم غراهام (مواليد 1934) لاعب كرة قدم إنجليزي.
- 19 سبتمبر – جاكي كولينز (مواليد 1937)
- 21 سبتمبر – كينيث لانجستريث جونسون (مواليد 1925) مهندس بريطاني.

### أكتوبر
- 17 أكتوبر – هاوارد كيندال (مواليد 1946) لاعب ومدرب كرة قدم إنجليزي.
- 24 أكتوبر – مايكل بيتهام (مواليد 1923)
- 25 أكتوبر – ليسا جاردين (مواليد 1944) مؤرخة بريطانية.

### نوفمبر
- 2 نوفمبر – مايك ديفيس (مواليد 1936) لاعب كرة مضرب بريطاني.
- 6 نوفمبر – بوبي كامبل (مواليد 1937) لاعب ومدرب كرة قدم إنجليزي.
- 28 نوفمبر – جيري بيرن (مواليد 1938) لاعب كرة قدم إنجليزي.

### ديسمبر
- 6 ديسمبر – نيكولاس سميث (مواليد 1934) ممثل إنجليزي.
- 8 ديسمبر – ألان هودجكينسون (مواليد 1936) لاعب كرة قدم إنجليزي.
- 16 ديسمبر – هاري سكوت (مواليد 1937) ملاكم من المملكة المتحدة.
- 19 ديسمبر – جيمي هيل (مواليد 1928)
- 23 ديسمبر – دون هو (مواليد 1935) لاعب ومدرب كرة قدم إنجليزي.
- 28 ديسمبر – ليمي (مواليد 1945)